# Törichte Frauen
Törichte Frauen ist ein US-amerikanisches Filmdrama von Erich von Stroheim aus dem Jahr 1922.

## Handlung
„Graf“ Sergius Karamzin lebt in Saus und Braus zusammen mit zwei „Cousinen“ in der Villa „Amorosa“ in Monte Carlo. Das Geld für ihren Lebensstil erwerben sie durch Hochstapelei und mit dem Waschen von Falschgeld im hauseigenen Casino.
Karamzin unterhält neben Verhältnissen zu seinen „Cousinen“ auch eine Beziehung zu seinem Dienstmädchen, deren Ersparnisse er später an sich bringt. Auch auf die geistig behinderte Tochter des Geldfälschers Ventucci hat er ein Auge geworfen.
Aus der Zeitung erfährt Karamzin, dass der amerikanische Botschafter mit seiner jungen Frau in Monte Carlo eintrifft. Er beschließt, sich an die Frau heranzumachen, um später dadurch Geld von ihr erpressen zu können. Er macht ihre Bekanntschaft und versucht schon bald, sie zu verführen. Während eines Sturmes bringt er sie in eine abgelegene Absteige und wähnt sich am Ziel. Nur das zufällige Auftauchen eines Mönchs, der Schutz vor dem Unwetter sucht, verhindert, dass Karamzin sein Ziel erreicht. Die „Cousinen“ machen dem Botschafter inzwischen vor, seine Frau habe die Nacht bei ihnen verbracht. Noch schöpft dieser keinen Verdacht.
Bei einem weiteren Rendezvous in einem Turmzimmer der Villa erschwindelt Karamzin durch eine haarsträubende Lügengeschichte einen beträchtlichen Geldbetrag von der Frau des Botschafters. Das eifersüchtige Dienstmädchen, das an der Türe gehorcht hat, legt Feuer und schließt die beiden im Zimmer ein. In letzter Minute werden sie von der Feuerwehr gerettet. Der Feigling Karamzin springt in panischer Angst zuerst und begründet dies später damit, er habe es der Frau vormachen müssen. Das Dienstmädchen begeht Suizid.
Der Botschafter bemerkt, wie mit ihm und seiner Frau mitgespielt wurde, und schlägt Karamzin nieder. Karamzins „Cousinen“ werden als gesuchte Betrügerinnen entlarvt und verhaftet.
Karamzin hat schon vorher das Haus verlassen. Er steigt bei der Tochter des Fälschers ein und versucht, sie zu vergewaltigen. Der Fälscher bringt Karamzin um und wirft seine Leiche in die Kanalisation.
Die Frau des Botschafters liegt nach dem Schock im Bett und liest ein Buch mit dem Titel Foolish Wives („Törichte Frauen“) von Erich von Stroheim – in demselben Buch hatte sie auch anfangs gelesen, als Karamzin sich ihr erstmals näherte.

## Hintergrund
Stroheims dritter Film brachte ihm den Ruf eines Enfant terrible unter den Regisseuren Hollywoods ein. Die monströse, lasterhafte Handlung übertraf an Frivolität vieles, was bis dahin im Kino zu sehen gewesen war.
Stroheim lieferte die Geschichte und das Drehbuch, die Zwischentitel verfassten Marian Ainslee und Ted Kent.
Seit dieser Produktion galt Stroheim in Hollywood als unkontrollierbarer Verschwender. Detailgetreu ließ er Monte Carlo nachbilden. Die teuren Kulissen sind im Film nur während weniger Minuten zu sehen. Hunderte von Statisten bevölkerten in originalgetreuen Kostümen die aufwändige Szenerie von Casino und Stadt. Straßenbahnen und kriegsversehrte Veteranen dienten als Kontrast zum dekadenten Geschehen. Die Dreharbeiten zogen sich monatelang hin und Stroheim erfand immer neue Szenen, die er dutzende Male drehen ließ, bis er zufrieden war.
Als der Darsteller Rudolf Christians gegen Ende der Dreharbeiten starb, war er gezwungen, ausstehende Szenen mit dem Schauspieler Robert Edeson zu drehen. Eigentlich ein akribischer Arbeiter akzeptierte er rätselhafterweise Edeson, der Christians zwar ähnlich sah, aber graues statt schwarzes Haar wie Christians hatte.
Stroheim galt noch als unantastbar, da seine ersten beiden, noch relativ bescheidenen Filme – Blinde Ehemänner und The Devil’s Passkey – erfolgreich gewesen waren. So musste der Studiochef Irving Thalberg tatenlos zusehen, wie Stroheim große Summen für seinen Film ausgab. Da er neben der Regie auch die Hauptrolle spielte, drohte er damit, auch als Darsteller nicht mehr zur Verfügung zu stehen, falls man ihm die Regie entziehen würde.
Törichte Frauen gilt als der erste Film, der die Produktionsgesellschaft Universal über eine Million US-Dollar gekostet hat, und sie machte daraufhin auch mit den Produktionskosten Werbung, indem auf riesigen Tafeln „$troheim“ geschrieben wurde und darauf täglich die Kosten aktualisiert wurden.
Stroheim lieferte dem Studio einen Film von mehreren Stunden Dauer und brachte es nicht über sich, ihn auf normale Länge zu trimmen. In mehreren Anläufen ließ das Studio den Film kürzen. Mit keiner dieser gekürzten Fassungen war Stroheim einverstanden. Der so gekürzte Film wurde dann mit Erfolg in den Kinos gezeigt. Auch nach einigen Eingriffen der Zensur liefen aber amerikanische Puristen immer noch Sturm gegen die lasterhafte Geschichte. So wurde der Film unter anderem im US-Bundesstaat Ohio verboten.
Heute sieht man eine aus verschiedenen Kopien hergestellte Version, die lediglich als „Skelett“ des Films einigermaßen Stroheims Intentionen entspricht. Wie bei allen späteren Stroheim-Filmen fehlen viele Szenen und ganze Nebenhandlungen; teilweise müssen Lücken durch erklärende Zwischentitel überbrückt werden.
Die Dreharbeiten zu Törichte Frauen sind auch Thema der Fernsehserie Die Abenteuer des jungen Indiana Jones (1992). In der Folge Intrigen in Hollywood wird der junge Jones von Carl Laemmle vergeblich damit beauftragt, die von Stroheim verursachten hohen Kosten zu senken und schließlich die Dreharbeiten abzubrechen.

## Kritiken
Die monströse Handlung des Films wird von kritischer Aggressivität bestimmt. Stroheim formuliert in diesem Film seine Absage an die bürgerliche Welt. „Graf“ Karamzin ist eine Herausforderung an die Gesellschaft, die sich für normal und ihre Welt für wohlgeordnet hält. Und nicht zufällig hat Stroheim diesmal auch die Zeit, in der seine Geschichte spielt, genau fixiert – durch verstümmelte Soldaten, die an den prunkvollen Fassaden der Paläste vorbeihumpeln. Hinzu kommt ein zweites Thema, das Stroheim immer wieder beschäftigt hat: die Unterdrückung der Frau durch den Egoismus und die Gedankenlosigkeit des Mannes. Hier zeigt er gleich drei Variationen: die frustrierte Frau des Botschafters, die betrogene Kammerjungfer, von der der Held sich vorher hat aushalten lassen, und die schwachsinnige Vierzehnjährige, das unschuldigste Opfer. Reclams Filmführer, Stuttgart 1973
In „Foolish Wives“ ist der „andere Mann“ ein kosmopolitischer Abenteurer mit russischem Adelsnamen, der die Frau des abermals ahnungslosen US-Botschafters in Monaco verführt. Hier wird die Gegenüberstellung von amerikanischem Puritanismus und europäischer Libertinage ins makabre Extrem getrieben: der verführerische Graf „Wladislas Sergius Karamzin“ erscheint als dekadenter Erotomane, der am Ende vom Vater einer Idiotin, die er vergewaltigt hat, erschlagen und in ein Rinnsteinloch gestopft wird. Ulrich Gregor, Enno Patalas: Geschichte des Films. Gütersloh 1973

## Auszeichnungen
Im Jahr 2008 wurde der Film in das National Film Registry aufgenommen.